# Enchelycore carychroa
Enchelycore carychroa és una espècie de peix de la família dels murènids i de l'ordre dels anguil·liformes.

## Morfologia
Els mascles poden assolir els 34 cm de longitud total.

## Distribució geogràfica
Es troba des de Bermuda, el sud de Florida, les Bahames i l'oest del Golf de Mèxic fins al Brasil.